# Thomas Salgues
Thomas Salgues est un homme politique français né le 2 septembre 1758 à Marcillac (Lot) et décédé le 15 avril 1814 au même lieu.

## Biographie
Propriétaire, administrateur du district, il est élu député du Lot au Conseil des Cinq-Cents le 29 vendémiaire an IV. Conseiller général, il redevient député du Lot de 1810 à 1814.

## Sources
- Ressource relative à la vie publique :   - Base Sycomore
- « Thomas Salgues », dans Adolphe Robert et Gaston Cougny, Dictionnaire des parlementaires français, Edgar Bourloton, 1889-1891 [détail de l’édition]